# A Voice Is Born
A Voice Is Born ist ein US-amerikanischer Kurzfilm aus dem Jahr 1947. 

## Handlung
Der Film erzählt die Geschichte des ungarischen Tenors Miklos Gafni (1923–1981), der während des Zweiten Weltkrieges in einem Konzentrationslager inhaftiert war und dort zu singen begonnen hat. 

## Auszeichnungen
1948 wurde der Film in der Kategorie Bester Kurzfilm (zwei Filmrollen) für den Oscar nominiert.

## Hintergrund
Uraufgeführt wurde der Film am 29. Dezember 1947. Regisseur George Blake war der Sohn des Produzenten Ben K. Blake. In dem Film sang Gafni The Return to Sorrento und Vesti la Guiba.